# Die Liebenden vom Alexanderplatz
Die Liebenden vom Alexanderplatz ist ein deutscher Fernsehfilm von Detlef Rönfeldt aus dem Jahr 2001. Der Film hatte am 3. Dezember 2001 in der Deutschland Premiere.

## Handlung
Ruth Levenstein lebt mit ihrer Tochter Liz und Schwiegersohn Aaron in New York, weil sie 1942 vor dem Nazi-Regime geflohen ist. Aufgrund der Tatsache, dass ihr Freund Richard aus Berlin verstorben ist, reist Ruth noch einmal in ihre alte Heimat. Dort erinnert sie sich an Max Schönbeck, ihre große Liebe, der nicht zum vereinbarten Treffpunkt erschien, als sie gemeinsam mit ihm aus Deutschland fliehen wollte; die zu dem Zeitpunkt schwangere Ruth wusste den Grund für dessen Nichterscheinen jedoch nicht. Später hieß es, er sei in Stalingrad gefallen. Doch dann bemerkt sie aufgrund zahlreicher Belege, dass es sich um eine Lüge handelt.

## Kritik
„Gefühlsbetonte (Fernseh-)Unterhaltung.“

„Eine tranige Inszenierung bremst die Story aus.“